# Cherish (chanson de Madonna)
Pour les articles homonymes, voir Cherish (homonymie).
Singles de Madonna
Express Yourself
(1989) Oh Father
(1989)
Pistes de Like a Prayer
Promise to Try
(5) Dear Jessie
(7)
Cherish est une chanson de l'artiste américaine Madonna. Il sort en tant que troisième single de son quatrième album studio, Like a Prayer (1989) le 1er août 1989 sous le label Sire Records. Elle est aussi incluse dans les compilations The Immaculate Collection (1990) et Celebration (2009). Écrite et produite par Madonna et Patrick Leonard, Cherish parle de l'amour et des relations amoureuses et prend Roméo et Juliette de William Shakespeare comme l'une de ses principales inspirations. La chanson fait aussi référence à celle du groupe The Association. De style doo-wop et pop, Cherish est une chanson joyeuse qui se compose de boîte à rythmes, de percussions, clavier et un saxophone. C'est une chanson d'amour qui parle de la dévotion de Madonna qui veut son amoureux à ses côtés et qu'elle ne quittera jamais.
Après sa sortie, Cherish reçoit de bonnes critiques qui sont surpris par le changement et l'image plus saine de Madonna contrairement aux précédents singles de Like a Prayer. Les comparaisons avec Juliette se retrouvent dans les paroles de Madonna et sa voix « passionnée ». Cherish connaît un succès commercial et atteint le top 10 en Australie, Belgique, Canada, Irlande, Italie, Royaume-Uni et Europe. 
Le film en noir et blanc est réalisé par Herb Ritts sur la plage de Paradise Cove Beach à Malibu. Dans la vidéo, elle joue son propre rôle avec trois hommes qui imitent des tritons nageant dans la mer. Les universitaires remarquent que dans la vidéo, les tritons deviennent des symboles de la communauté homosexuel et de l'oppression qu'ils expriment. Madonna interprète Cherish lors du Blond Ambition Tour de 1990 où les danseurs sont déguisés en tritons. La prestation désexualise les hommes, les reléguant à un statut d'objet de désir.

## Genèse
Cherish est une chanson écrite par Madonna et Patrick Leonard et est le troisième single de Like a Prayer (1989). La chanson se construit autour du thème de l'amour et des liaisons amoureuses en s'inspirant notamment de Roméo et Juliette de William Shakespeare. Madonna lisait ce livre entre le tournage des scènes de Speed the Plow, une comédie de Broadway dans laquelle elle joue. Le troisième jour après le début de l'enregistrement de Like a Prayer, elle se présente à Leonard avec les paroles de Cherish et lui explique qu'elle a écrit cette chanson « lors d'un après-midi ensoleillé sur la plage » mais avoue plus tard l'avoir écrite dans sa loge. Leonard ajoute une parole de la chanson éponyme du groupe The Association : « Cherish is the word I use », après quoi Madonna décide de l'inclure dans Like a Prayer. The Association est l'un de ses groupes préférés de Motown. La face B du single de Cherish est une nouvelle chanson intitulée Supernatural, composée durant l'enregistrement de son album True Blue (1986). En 2009, lors d'une interview pour Rolling Stone, Madonna déclare qu'elle n'a jamais été capable de prédire si ses chansons seraient des tubes, qu'elle les aime ou non. Elle ajoute que Cherish fait partie des chansons les plus « attardées » qu'elle ait écrites mais qu'elle connaît beaucoup de succès, ce qui explique sa déclaration précédente. La chanson est incluse dans les compilations The Immaculate Collection (1990) et Celebration (2009),.

## Structure musicale
Cherish est une chanson de style pop et doo-wop et ouvre la seconde partie de Like a Prayer,. Elle par le son des synthétiseurs et d'un clavier tandis que Madonna chante « cherish, cherish ». Quand elle se met à chanter, une boîte à rythmes, des percussions et des guitares l'accompagnent. Durant le pont, lorsqu'elle chante « Cupid please take your aim at me », le son du clavier devient plus prononcé. La batterie change de rythme lors que Madonna chante le refrain : « Cherish the joy, of always having you here by my side » et est accompagnèe par les chœurs. Une guitare basse est jouée tout au long de la chanson et change de ronde vers la fin. Le second couplet continue de la même façon et Madonna chante : « Romeo and Juliet, they never felt this way I bet, So don't underestimate my point of view ».
Alors que le refrain se termine, un saxophone arrive tandis que Madonna chante doucement : « Who? You! Can't get away, won't let you » suivie de la phrase tirée de la chanson de The Association. Les chœurs continuent à répéter les mots sur un cor en Si mineur. La batterie et les percussions reviennent et le refrain est répété deux fois avant de finir en fondu. Selon la partition musicale publiée par Alfred Publishing Co. Inc., Cherish a une mesure en 4/4 et un tempo rapide de 130 pulsations par minute. Elle est composée dans la tonalité de Ré majeur et Madonna a une gamme vocale située entre les notes La3 et Ré5. La chanson suit la séquence Sol/Ré, Ré, Mi mineur7 et Ré comme progression d'accords au début, change Ré, Ré mineur, Do et Mi mineur7 durant les couplets et en Sol, Ré/Sol, La et Ré/Fa dans le refrain.
Les paroles de Cherish en font une chanson d'amour légère où Madonna parle de dévotion et de son petit ami qu'elle voudrait à ses côtés et ne jamais quitter. Selon le sémiotique Thomas Sebeok, Cherish est une chanson construite fondamentalement sur des phrases de tubes romantiques du passé. Le premier couplet s'inspire des chansons Cupid (Sam Cooke), You Are My Destiny (Paul Anka) et I Can't Let Go (The Hollies) ; les autres couplets s'inspirent de Burning Love (Elvis Presley) et Two Hearts (Bruce Springsteen) ainsi que de la chanson de The Association et la référence à Roméo et Juliette. Richard Burt, auteur de Shakespeare After Mass Media en déduit que ces références font que la chanteuse alterne entre l'assurance et la dépendance. Sal Cinquemani de Slant Magazine pense que même si Cherish est une chanson « radieuse » qui rappelle la pop des années 1960 « dans le grand schéma pop, elle pâlit uniquement devant ses glorieux homologues qui font de Like a Prayer l'un des albums pop quintessentiels de tous les temps ».

## Accueil

### Critique
« Cherish est un triomphe particulier du partenariat Madonna/Patrick Leonard. Une confection charmante des proportions radiophoniques, la chanson a tout — puissante, positive, remarquablement dysfonctionnante — des paroles libres sur l'amour, une mélodie vocale mémorable et un arrangement rythmique strict et caustique. Elle reste l'une des meilleures chansons que Madonna a écrites ; douce et joyeuse, mais ne semble pas banale, c'est une chanson pop parfaitement construite que Madonna délivre magnifiquement avec son charme indéniablement insolent. En effet, si Cherish était sortie dans les années 60, elle viendrait surement de la Motown de Détroit ou la chanson de New York parlant de La Mecque ».
Wayne Robins de Newsday pense que la chanson illustre « le genre de pop que nous avions quand William Burroughs était le programmateur des radios du top 40 ». Burt compare la chanson et Madonna avec le personnage de Juliette en pensant que le personnage de Madonna démontre à la fois l'autonomie et le besoin. Il pense aussi que Cherish rappelle le langage de Juliette dans la pièce et notamment dans la phrase : « Sweet so would I, Yet I should kill thee with much cherishing ». Allan Metz, un des auteurs de The Madonna Companion dit que Cherish ouvre la face B de l'album et réaffirme le romantisme doux et joyeux qui manque à la face A. « Aussi bien qu'un enfant de la pop » dit-il, « Comme dans une église, Madonna se restaure par le pouvoir guérisant de la musique, dans ce cas, avec une mixture de soul classique et de pop moderne ». Lucy O'Brien, auteur de Madonna: Like an Icon, pense que la chanson est typique de ses précédentes tentatives musicales et aurait été préférable dans le True Blue « plaisant ». Le critique J.D. Considine examine Like a Prayer pour Rolling Stone et complimente la chanson pour construire une balance, contrastant sa nature légère avec le traumatisme de Oh Father, la chanson suivante. Il trouve aussi des références au rock dans la chanson.
Freya Jarman-Ivens, un des auteurs de Madonna's Drowned Worlds, pense que la chanson est l'un des derniers travaux de romantisme pur de Madonna. « Elle devrait revenir à ça petit à petit, mais j'imagine qu'elle est passée au-dessus de tout ça » ajoute-t-il. Carol Clerk, auteur de Madonnastyle, remarque que la nature « rafraîchissante » de la chanson est particulièrement notable car elle suit chronologiquement le catalogue de Madonna, spécialement intégrée entre la nature révolutionnaire d'Express Yourself et la lamentation du single Oh Father. Maria Raha écrit dans son livre Cinderella's Big Score: Women of the Punk and Indie Underground que la chanson est remplie de paroles « banales ». Andy Goldberg de The Jerusalem Post dit que Cherish ramène « Madonna dans ses domaines, la basse animée et les mélodies cadencées de ses précédents tubes ». Kevin Phinney de Austin American-Statesman est surpris par la contribution de Madonna dans la chanson et avoue qu'il est « difficile de croire que c'est elle qui l'a écrite ». Phinney ajoute qu'il veut que Madonna aille dans une direction plus mature et compose des chansons similaires à Cherish. Richard Harrington de The Washington Post explique : « Tandis qu'elle ouvre son cœur dans Like a Prayer, elle parle de choses qui sont proches du cœur dans Cherish ». Ce point de vue est aussi partagé par Ian Blair de Chicago Tribune qui la catégorise comme une chanson « de rêveurs et d'amoureux faciles à vivre ». Lennox Samuels de The Dallas Morning News apprécie le thème joyeux de la chanson et complimente Madonna et Leonard de ne pas mettre que des sujets personnels sur l'album. Dale Anderson de The Buffalo News estime que la chanson pourrait devenir l'une des chansons les plus oubliables de Madonna mais elle a plein d'optimisme. Cette opinion est partagée par Don McCleese de Chicago Sun-Times qui ajoute que Cherish n'est pas attendue de la part de Madonna à cette époque. McCleese est déçu que Madonna revienne aux chansons « faciles à vivre, à l'eau de rose », qui ne montrent pas sa vraie image. Don DeLuca de The Philadelphia Inquirer, tout en critiquant le Drowned World Tour, compare Cherish avec des chansons de Chris Robinson, et ajoute avec humour « qu'il chanterait ça seulement s'il était gay ».

### Commercial
Aux États-Unis, Cherish entre à la 37e place du Billboard Hot 100. La semaine suivante, elle monte à la 28e position. Après trois semaines, Cherish atteint le top 5 et des pronostiqueurs pensent qu'elle pourrait devenir le huitième numéro un de Madonna. Cependant, elle entre en compétition avec Miss You Much de Janet Jackson qui entre dans le top 10 la même semaine. Les médias opposent les deux femmes et essaient de créer une rivalité entre elles. La chanson atteint la seconde place le 7 octobre 1989, la semaine où Miss You Much est première. Cherish devient le seizième top 5 consécutif de la chanteuse, un record dans le hit-parade. Elle reste présente dans le classement pendant quinze semaines. Contrairement à ses autres chansons, Cherish n'est pas une chanson dance et n'apparaît pas dans le Hot Dance Music/Club Play mais est numéro un du Hot Adult Contemporary Tracks, la troisième après Live to Tell et La Isla Bonita. Cherish aide Madonna à être la « meilleure artiste adult contemporary » en 1989 aux Billboard Music Awards. Aux classements annuels du Billboard, Cherish est au 59e du Hot 100 et 31e du Adult Contemporary Chart,. Au Canada, Cherish débute à la 80e place du hit-parade RPM le 14 août 1989. Au bout de neuf semaines, elle devient numéro un et le reste deux semaines. Elle reste dans le classement pendant 17 semaines et est la neuvième chanson la mieux vendue de l'année,.
Le 1er septembre 1989, Cherish sort en single au Royaume-Uni et entre dans le UK Singles Chart à la seizième position. La semaine suivante, elle grimpe en troisième position et devient le 21e top 10 de la chanteuse,. Selon The Official Charts Company, la chanson s'est vendue à 200 000 exemplaires. Cherish entre à la 17e place du hit-parade australien le 17 septembre 1989 et monte jusqu'à la quatrième place. Aux Pays-Bas, elle débute en 24e position et atteint la quinzième une semaine plus tard.

## Clip
Cherish est accompagnée d'un clip en noir et blanc qui est réalisé par Herb Ritts et filmé en juillet 1989 sur la plage de Paradise Cove à Malibu. Il est diffusé sur MTV pour la première fois le 28 août 1989. Ritts est l'un des photographes préférés de Madonna à cette époque et lui demande de réaliser la vidéo de Cherish. Ritts aurait essayé de lui répondre : « Je suis toujours photographe. Je ne connais rien du film ». Courageuse, Madonna répond simplement : « OK, tu as quelques semaines pour apprendre ». La vidéo est conceptualisée par Ritts qui veut faire le portrait de plusieurs scénarios ensemble. Il lui parle des sirènes dans leur milieu naturel mais Madonna regimbe l'idée. Elle voulait se montrer elle-même mais garde les sirènes. Quatre danseurs sont engagés, parmi eux Tony Ward, qui sera plus tard son petit copain. Quatre queues de sirènes sont créées par Global Effects à North Hollywood pour le clip. Trois grosses queues sont fabriquées dans un caoutchouc dur et flexible, chacune pesant près de quarante kilos. Il était nécessaire de les rendre flottables dans l'eau pour faire croire que les hommes flottaient dans l'eau. Dans l'une d'entre elles, l'un des figurants devait être tiré dans l'eau et une fois dedans, il pouvait nager agilement. Cela est dû à l'armature en plastique présente dans chaque queue. L'une des raisons qui a poussé à tourner en noir et blanc est que l'eau était froide et que le visage de Madonna était très pâle.

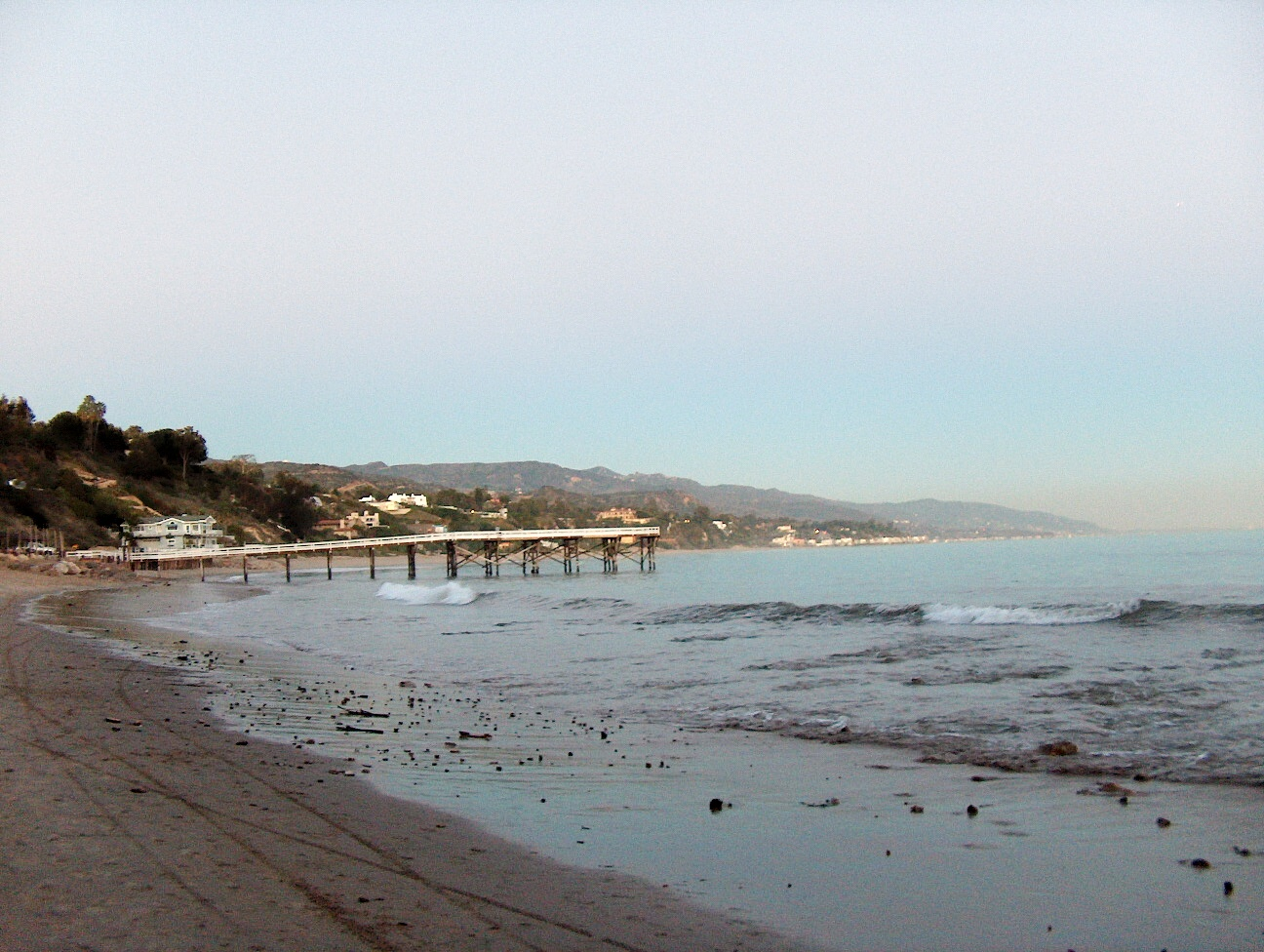
Le clip a été tourné à Paradise Cove Beach à Malibu.

Fouz trouve un lien entre la musique et l'image dans le clip de Cherish, en disant que cela pourrait exister dans tous les degrés de concordance. Il pense que la connexion continue entre le clip et la chanson contribuent à un aspect important des clips — qui encourage les spectateurs à le regarder sans relâche. Fouz parle de la balance entre la taille et la profondeur survenant dans la vidéo. Les arcs visuels et les images de la vidéo sont précédés d'une photographie de Ritts connue sous le nom The Male Nude Bubble qui présente des similarités avec le concept de Cherish. La plupart des qualités de la balance dans les photos lui semble avoir été prolongée et mise en relation avec la chanson. Carol Vernallis, auteur de Experiencing Music Video, trouve des connotations homo-érotiques entre Madonna et les tritons. Les tritons du clip existent dans un monde indépendant d'eux, où ils procréent d'eux-mêmes, biologiquement et socialement. Le fait que les tritons ne semblent pas posséder d'organes génitaux laisse penser Vernallis qu'ils sont associés à d'autres travaux de Ritts, des images homo-érotiques sans pénis. Leurs queues ont plusieurs sens, une connotation sexuelle et un symbole chrétien. Dans l'art contemporain, les images de tritons sont rares et celles de sirènes proéminentes, il y a quelquefois quelques fantasmes sur eux car personne ne sait d'où ils viennent. Vernallis pense que le mystère et la nature insaisissable des tritons dans le clip joue un rôle crucial. Ils ne regardent presque jamais la caméra et disparaissent souvent. Vernallis pense que l'invisibilité est un thème central dans la communauté homosexuelle, cela montre actuellement l'oppression et le désir de voir sans être vu.

## Interprétations scéniques et reprises

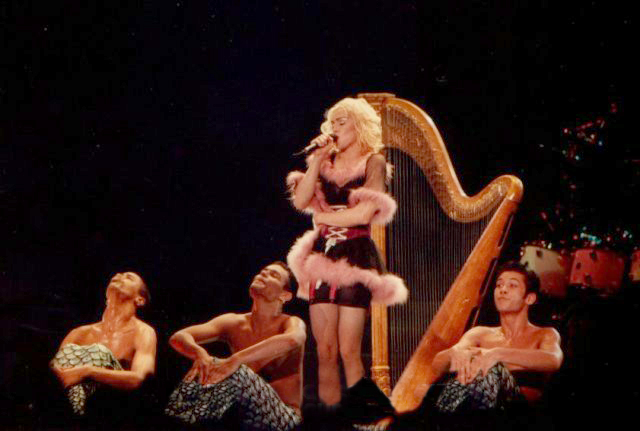
Madonna interprétant Cherish lors du Blond Ambition Tour.

Madonna n'interprète Cherish que lors du Blond Ambition Tour. Sur scène, elle fait le portrait d'une scène du clip avec l'apparition de trois danseurs qui sont déguisés en tritons. L'auteur Carol Clerk remarque dans son livre Madonnastyle que le costume portée par la chanteuse durant cette séquence est le plus simple et le plus doux du concert. Elle porte une minijupe noire avec une cigogne de l'Afrique de l'Ouest, le marabou. Madonna tourne autour de ses danseurs en jouent de la harpe. Durant le refrain, les danseurs enlèvent leur queue prothétique et se rejoignent. Guilbert trouve que la prestation désexualise les hommes et qu'ils sont relégués à de simples objets d'adoration comme les trois danseurs. Cette opinion est partagée par Mark Bego, auteur de Madonna: Blonde Ambition qui dit que « Madonna et ses copines entrent dans une mode très féminine mais donnent le sentiment d'être responsables en s'amusant avec les tritons et en les taquinant ». Deux prestations différentes sont filmées et disponibles dans les vidéos Blond Ambition – Japan Tour 90, filmée à Yokohama le 27 avril 1990 et Live! –Blond Ambition World Tour 90, filmée à Nice le 5 août 1990.
Le chanteur brésilien Renato Russo fait une reprise dans un album datant de 1994, The Stonewall Celebration Concert. Sa version est appréciée par Alvaro Neder d'AllMusic. La compilation Virgin Voices: A Tribute To Madonna contient une reprise du groupe Loop Guru. Une reprise en rock alternatif de The Prayers est incluse dans la compilation Through the Wilderness. La série musicale américaine Glee reprend le titre de Madonna sous forme d'un mash-up avec Cherish du groupe The Association dans l'épisode Joyeuse Saint-Valentin de la saison 3.

## Versions
| Vinyl 33 tours, 1. Cherish (7" version) – 4:03 2. Supernatural – 5:12 Vinyl 33 tours promotionnel, 1. Cherish (Fade) – 4:03 2. Cherish (LP Version) – 5:03 3. Supernatural – 5:12 | Vinyl 33 tours britannique 1. Cherish – 5:03 2. Supernatural – 5:12 Vinyl 45 tours britannique 1. Cherish (extended version) – 6:18 2. Cherish (7" version) – 4:03 3. Supernatural – 5:12 |

## Crédits
Crédits issus de l'album Like a Prayer.
- Madonna – auteur, producteur
- Patrick Leonard – auteur, producteur, remix, arrangement
- James Guthrie – mixage
- Herb Ritts – pochette du disque
- Jeri Heiden – calligraphie, design

## Classements par pays
| Pays                                               | Position |
| -------------------------------------------------- | -------- |
| Allemagne                                          | 16       |
| Australie                                          | 4        |
| Autriche                                           | 16       |
| Belgique                                           | 7        |
| Canada                                             | 1        |
| Espagne                                            | 10       |
| Europe                                             | 3        |
| France                                             | 21       |
| Irlande                                            | 2        |
| Italie                                             | 3        |
| Norvège                                            | 10       |
| Nouvelle-Zélande                                   | 5        |
| Pays-Bas                                           | 15       |
| Royaume-Uni                                        | 3        |
| Suisse                                             | 10       |
| États-Unis Billboard Hot 100                       | 2        |
| États-Unis Billboard Hot Adult Contemporary Tracks | 1        |

| Pays                                               | Position | Année | Période   |
| -------------------------------------------------- | -------- | ----- | --------- |
| Australie                                          | 47       | 1989  | 1988-1989 |
| Canada                                             | 9        | 1989  | 1988-1989 |
| États-Unis Billboard Hot 100                       | 59       | 1989  | 1988-1989 |
| États-Unis Billboard Hot Adult Contemporary Tracks | 31       | 1989  | 1988-1989 |

## Compléments